# Khalid Maadour
 Khalid Maadour (arabe : خالد معضور) est un acteur Franco-Marocain né le 23 septembre 1976 à Nador (Maroc).

## Biographie
Arrivé à l’âge de six mois en France, il grandit à Mézériat, petite commune de l'Ain, avant de poursuivre sa scolarité à Oyonnax où il entre au conservatoire d’art dramatique sous la direction de Bernard Belletante. Il acquiert la nationalité française par naturalisation le 3 février 1997.
Remarqué en 1996 par le réalisateur Jean Marbœuf (film Pétain), il commence sa carrière dans la série Madame le Proviseur. Khalid Maadour travaille sous la direction de réalisateurs comme Bertrand Blier, Jean-Jacques Zilbermann (Les Fautes d'orthographe), Michel Hazanavicius (OSS 117 : Le Caire, nid d'espions), Albert Dupontel (Le Vilain) et Olivier Baroux (L'Italien)
En parallèle, il est assistant réalisateur (Le Boulet et Pour l'amour de Dieu). Chantal Lauby lui confie la réalisation du making of de son film Laisse tes mains sur mes hanches. Khalid Maadour décroche son premier rôle principal au cinéma dans le film Comme tout le monde de Pierre-Paul Renders aux côtés de Thierry Lhermitte ce qui lui vaut une présélection aux Césars 2007.
En 2009, il est coanimateur de la matinale de la radio Ouï FM. En 2010, il est auteur et chroniqueur pour Canal+ et depuis, il continue sa carrière au cinéma.
"J'adore la comédie. Je crois que c'est la seule manière de faire passer des messages profonds. Sinon, je suis de nature introvertie et ce genre de rôles me permet vraiment de m'exprimer. Je pense qu'avec tout ce qui se passe dans le monde, nous avons vraiment besoin de comédies pour pourvoir garder espoir"
" J'ai de la chance de faire partie des acteurs d'origine maghrébine qui travaillent régulièrement en France en tant que comédien. Je vis de ma passion et de mon métier et donc, j'ai la chance de choisir . J'ai d'ailleurs un agent qui m'aide. Nous discutons tous les deux sur mes projets futurs et surtout on refuse ces rôles de terroristes qui n'ont aucun sens . Je pense que j'ai gagné ma liberté. Malheureusement, ce n'est pas le cas pour tout le monde ." Extrait interview CCME août 2011

## Filmographie

### Cinéma
- 1999 : Les Fantômes de Louba de Martine Dugowson : Julien
- 2002 : Laisse tes mains sur mes hanches de Chantal Lauby : Rachid
- 2002 : Le Boulet de Alain Berbérian et Frédéric Forestier : Le garçon d’étage
- 2004 : Les Fautes d'orthographe  de Jean-Jacques Zilbermann : Marcel Marazelle
- 2004 : Dans tes rêves de Denis Thybaud : Belly
- 2005 : Il était une fois dans l'Oued de Djamel Bensalah : Cousin Nadia 1
- 2005 : Marock de Laïla Marrakchi : Omar
- 2006 : Enfermés dehors de Albert Dupontel
- 2006 : OSS 117 : Le Caire, nid d'espions de Michel Hazanavicius : Le suiveur
- 2006 : Comme tout le monde  de Pierre-Paul Renders : Jalil
- 2006 : Fracassés de Franck Llopis : Rachid
- 2007 :  L'Invité de Laurent Bouhnik : Le candidat entretien de recrutement #6
- 2009 : Neuilly sa mère ! de Gabriel Julien-Laferrière : Nourdine, Bac-6
- 2009 : Le Vilain d'Albert Dupontel : Le livreur de fleurs
- 2010 : L'italien d'Olivier Baroux : Moktar
- 2011 : Beur sur la ville de Djamel Bensalah: José Da  Silva
- 2012 : Switch de Frédéric Schœndœrffer : Le réceptionniste
- 2013 : Les Schtroumpfs 2 de Raja Gosnell
- 2017 : Mon poussin de Frédéric Forestier : L’interne urgentiste
- 2020 : Les Blagues de Toto de Pascal Bourdiaux
- 2024 : Le Dernier des Juifs de Noé Debré : l'adjoint au maire
- 2025 : Les Bodin's partent en vrille de Frédéric Forestier : Mustapha

### Télévision
- 1996 : Madame le Proviseur (épisode 4, Attention Peinture Fraîche)
- 2000 : Marc Eliot (épisode Mexico, terminus)
- 2000 : Julie Lescaut (TV), épisode 6 saison 9, Destins croisés d'Alain Wermus : Karim
- 2005 : Pour l'amour de Dieu : Salah
- 2005 : Faites comme chez vous
- 2008 : Belleville Tour : Bachir
- 2008 : État de manque de Claude d'Anna : Férid
- 2009 : Plus belle la vie : Mehdi Alikane[2]
- 2009 : Number one de Zakia Tahiri
- 2010 : Entre deux eaux de Michaëla Watteaux : Messaoud
- 2010 : Coursier de merde d'Alexandre Lemoine-Courx
- 2011 : La plus pire semaine de ma vie
- 2011 : Profilage
- 2011 : Zak
- 2011 : Marhba de Zakia Tahiri
- 2011 : Fortunes (épisode 7, Mercato à l'orientale) : Habib Taymour
- 2012 : Pidza express de Salim Saifi
- 2012 : Yak Hna Jirane (série marocaine) : Mustapha
- 2013 : Kaboul Kitchen : Mahmoud
- 2015 : Au service de la France : Moktar
- 2015 : Le sang de la vigne : épisode Ne tirez pas sur le caviste : Karim Chergui
- Depuis 2018 : Un si grand soleil : Laurent Berthier, comptable de L Cosmétiques
- 2021 : Astrid et Raphaëlle, épisode Point d'orgue : Karim
- 2023 : HPI (saison 3, épisode 2 « 18 carats) de Mona Achache : Wadji

### Radio
- 2009 : Lilichcoptère de Manuel : Point info trafic  complètement décalé diffusé toutes les demi-heure durant l’émission La grande Spougnette sur Oui FM avec Paolo Palermo alias " le petit pilote de merde"

### Réalisateur
- 2014 : Stop Téléfilm policier.

### Auteur
- 2009 : Lilichcoptère de Manuel
- 2010 : Coursier de merde
- 2012 : Pidza express